# 渐进性肌肉松弛
渐进式肌肉放松法（Progressive muscle relaxation，PMR）是一个非药理学深层肌肉放松的方法，它的实施基于这样一个前提：肌肉紧张是身体对引发焦虑的思想的心理反应，放松肌肉可以阻止焦虑情绪。 该技术通过收紧然后放松每个肌肉群来学习感受特定肌肉群的张力。当这种紧张情绪被释放时，注意力会被引导到感受紧张和放松状态间的差异，以便患者学会识别两种状态的区别。

## 历史
渐进性肌肉放松法由美国医生艾文·積及迅开发，于1908年首次在哈佛大学提出。積及迅在1929年出版的《渐进放松法》中写道了消除肌肉紧张的详细程序。他的工作为“放松”这个词带来“缓解紧张、焦虑或压力，冷静下来”的新词义。他毕生致力于研究渐进性肌肉放松法并写了几本相关书籍。